# Кінематограф Люксембургу
Шаблон:Кінематограф Європи
Кіноіндустрія Люксембургу розвинена досить слабко, що цілком нормально для країни з населенням 400 000 чоловік. Тим не менш, багато кінофільмів були створені в Люксембурзі або за його участю як люксембурзькими, так і кінематографістами інших країн.
Більшість фільмів Люксембургу знімалися в спів-виробництві з компаніями із інших країн. З початку 1990-х у багатьох таких фільмах знімалися популярні актори: Джон Малкович, Ніколас Кейдж, Аль Пачіно та інші.
В 1989 році уряд Люксембургу виділив 15 мільйонів LUF (близько 372 тисяч євро) на виробництво фільму Schacko Klak. Це стало знаковою подією для люксембурзького кінематографа.
Заснована в 1989 році організація Centre national de l'audiovisuel (CNA) зберігає всі фільми створені в або за участю Люксембургу, а також телепрограми виробництва RTL Télé Lëtzebuerg, центрального телеканалу Люксембургу.
В 1990 році був заснований Люксембурзький кінофонд.
В 1997 році CNA, Film Fund Luxembourg та Union Luxembourgeoise de la Production Audiovisuelle створили програму «Films made in Luxembourg», метою якої є дистриб'юція на відео документальних фільмів про Люксембург та ігрового кіно Люксембурзького виробництва.
Великими люксембурзьким кінокомпаніями є: Delux Productions, The Carousel Film Company, Film Fund Luxembourg.

## Список фільмів люксембурзького виробництва
| - Il est un petit pays (1937) - L'amour, oui! mais…(1970) - Wat huet e gesot? (1981) - When the Music's Over (1981) - E Fall fir sech (1984) - Congé fir e Mord (1983) - Déi zwéi vum Bierg (1985) - Gwyncilla, Legend of Dark Ages - Die Reise das Land (1986) - Troublemaker (1988) - De falschen Hond (1989) - Mumm Sweet Mumm (1989) - A Wopbopaloobop A Lopbamboom (1989) - Schacko Klak (1990) - Hochzäitsnuecht (1992) - Dammentour (1992) | - Three Shake-a-leg-steps to Heaven (1993) - Back in Trouble (1997) - Elles (1997) - La Cour des Miracles (1998) - Le Club des Chômeurs (2001) - Rendolepsis (2003) - Duell (2003) - La Revanche (2004) - Elégant (2005) - Something About Pizza (2005) - Zombiefilm (2005) - Pol62 (Aarbechtstitel) (2006) - E Liewe laang (?) - Who's Quentin? (2006) - Reste Bien, Mec! (2009) |